# دار با محمد الشرقي
دار با محمد شرقي أو دار الأمان هو قصر تاريخي صمم على طراز الرياض المغربي الأندلسي ليكون قصرا للضيافة. تقع الدار على شارع درب الحرية بفاس البالي، في مدينة فاس القديمة في المغرب.

## نبذة تاريخية
تم بناء الرياض في أوائل القرن العشرين على مدار 15 عامًا وسمي على اسم القاضي با محمد الشرقي الذي عاش فيه. وقد جاء في كتاب الحدائق الإسلامية لمؤرخة الفن الإسلامي والهندسة المعمارية دي فيرتشايلد راجلز على أن القصر كان مقرا للباشا عبد القاري، حيث ذكرت أنه جرى بناؤه عام 1860.
في عام 2008، تم شراء القصر من قبل مستثمرين دوليين في القطاع الخاص بعد مفاوضات طويلة مع حوالي 60 وريثا. كان القصد من الشراء هو تحويل القصر إلى فندق خمس نجوم. أفاد بعض المراقبين أن القصر حاليًا في حالة متهالكة ولا يمكن للزوار الوصول إليه.
إلى جانب دار المقري ودار لكلاوي ودار عديل يعد القصر إحدى الماثر التاريخية للمدينة. ويتألف من منزلين رئيسيين متجاورين، يغطيان معًا مساحة تبلغ حوالي 1800 متر مربع. حيث صممت الدار الكبيرة أو البيت الرئيسي من فناء مركزي مرصوف ومزين بالرخام والبلاط والزليج ، حوله ثلاث غرف ذات أسقف مقببة ونافورة جدارية كبيرة مزخرفة. فيما يغطي المنزل الثاني مجموع مساحة تبلغ 650 مترًا مربعًا تقريبًا، تتكون من حديقة كبيرة ذات فناء بترتيب فريد من النباتات على شكل نجمة وصليب وثلاث نوافير جلها مغطاة بالزليج ورواق أو معرض محاط.

## معرض الصور

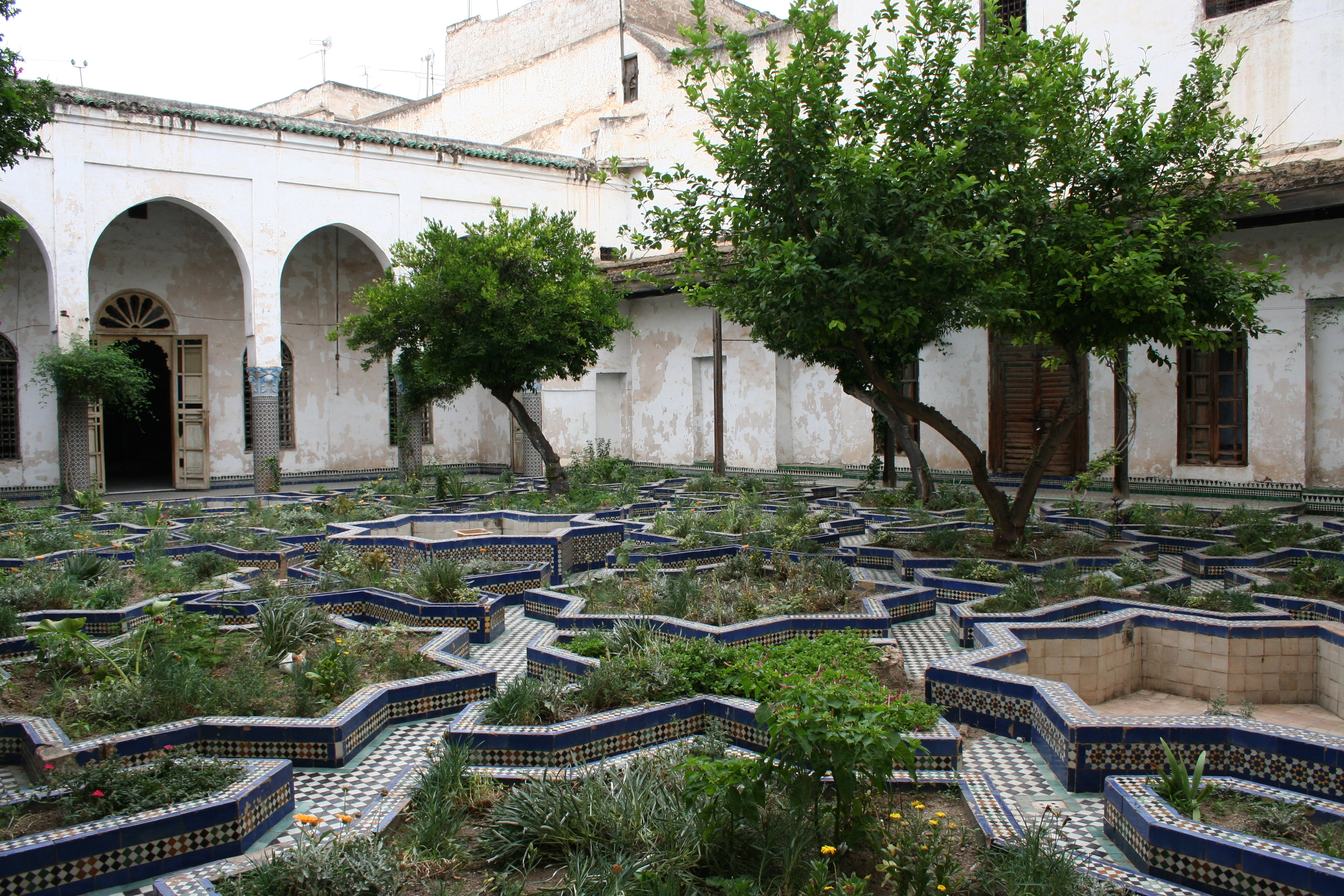
حديقة الفناء كما ظهرت عام 2006
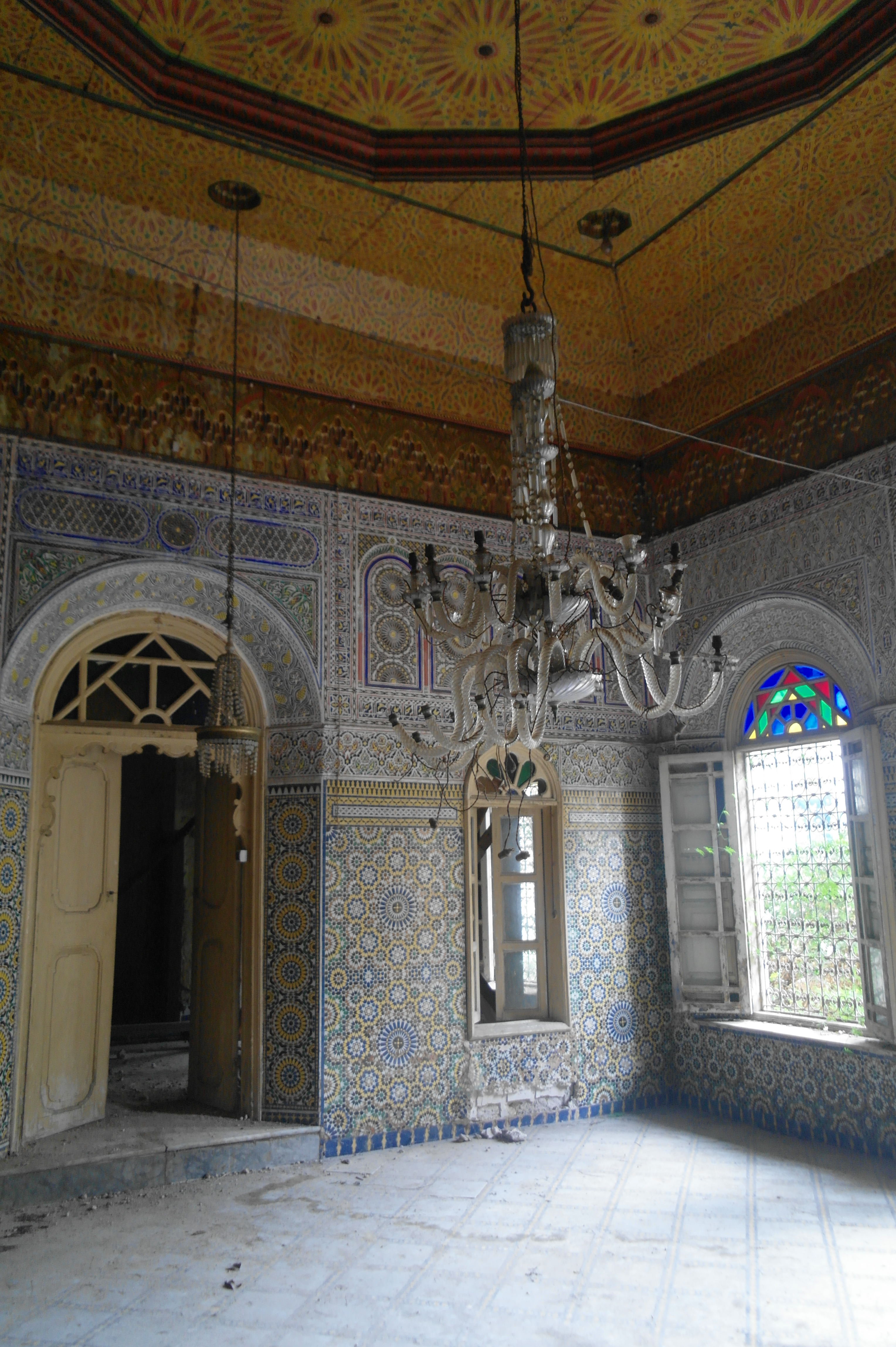
إحدى القاعات الغنية بالزخرفة (2018)
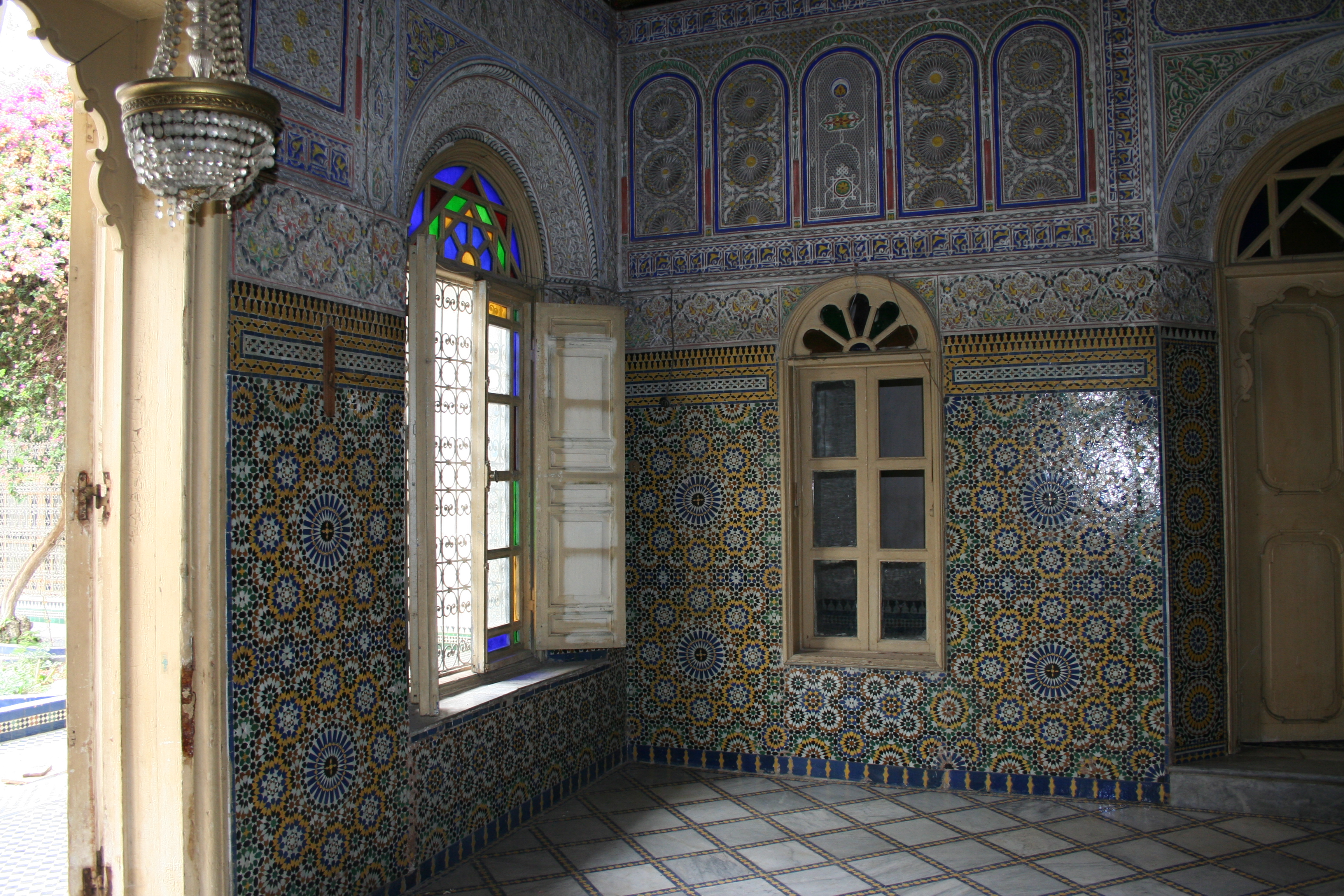
تفاصيل الديكور الداخلي (2006)
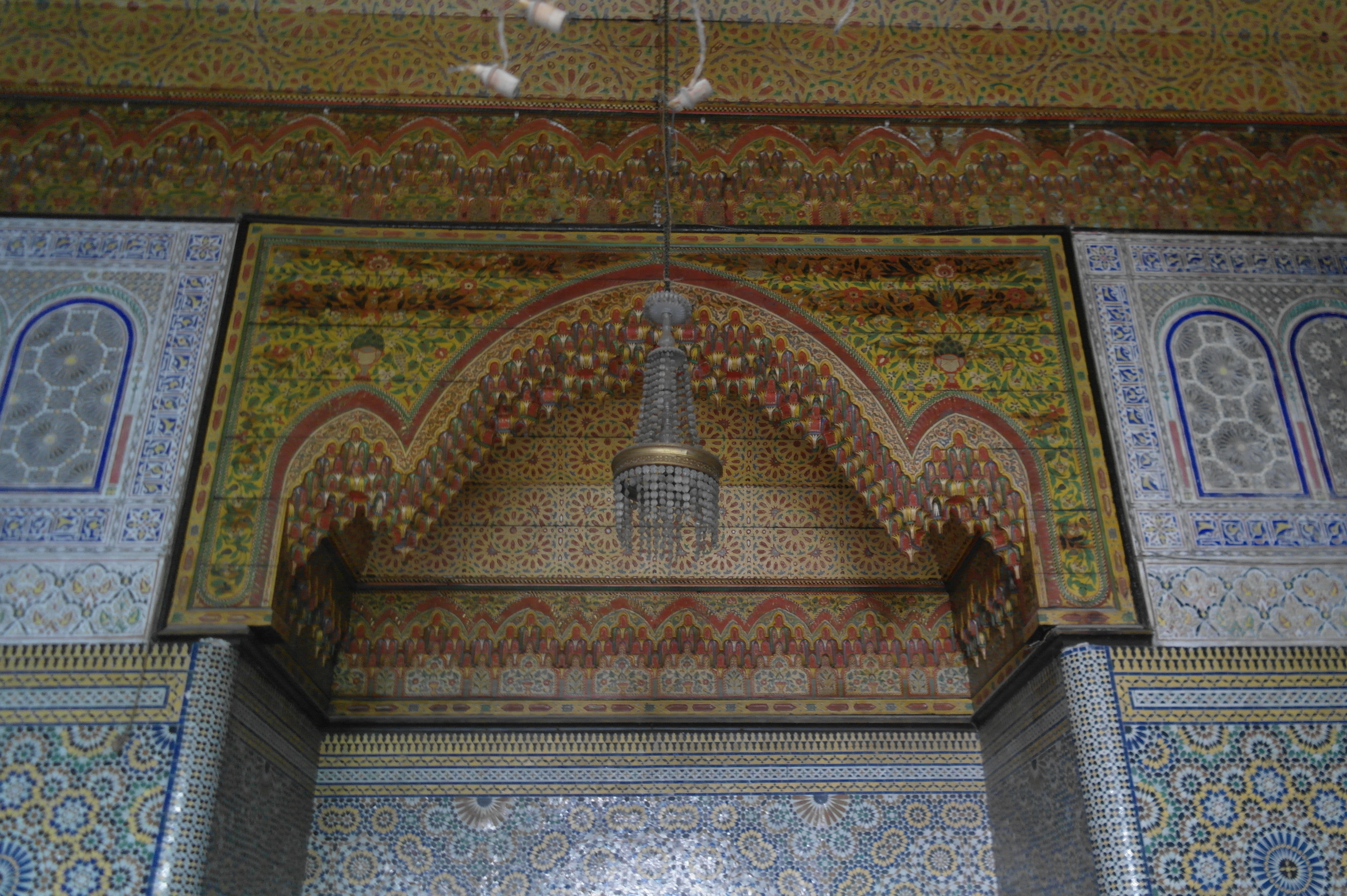
تجويف زخرفي داخل إحدى القاعات (2018)

## وصلات خارجية
- دار لكلاوي